# Carex arctata
Espèce
Classification phylogénétique
Carex arctata est une espèce de plantes du genre Carex et de la famille des Cyperaceae.